# Shmurda She Wrote
Shmurda She Wrote – debiutancka EP amerykańskiego rapera Bobby'ego Shmurdy, wydana 10 listopada 2014 roku przez Epic Records.

## Single
25 lipca 2014 roku ukazał się debiutancki singiel z EP „Hot Nigga”. Piosenka została wyprodukowana przez Jahlil Beats. Starając się promować EP, Shmurda wydał 30 września 2014 roku „Bobby Bitch”.

## Sprzedaż komercyjna
EP zadebiutowała pod numerem 79 na liście Billboard 200, sprzedając się w 20 000 egzemplarzy. Od czasu premiery sprzedała się w 106 000, w tym 85 000 albumów na platformach streaming'owych. EP była wykresie Billboard 200 łącznie przez dwa tygodnie.

## Lista utworów
Lista utworów i twórców  zaadaptowana z Tidal
| 1. | „Worldwide Nigga"(feat. Ty Real)  | Ackquille Pollard, Tyler Smith, Keyon Harrold, Michael Clervoix, Todd Smith, Esteban Crandle, Rashad Johnson, Aaron Rogers | - Sha Money XL - The Breed | 3:09 |                    |       |
| 2. | „Hot Nigga”                       | Pollard, Orlando Trucker                                                                                                   | Jahlil Beats               | 3:14 |                    |       |
| 3. | „Bobby Bitch”                     | Pollard, Dondre Dennis | Dondre                     | 2:40 |                    |       |
| 4. | „Living Life” (feat. Rowdy Rebel) | Pollard, Ludovic Antoine Jr.                                                                                               | Jugo                       | 2:28 |                    |       |
| 5. | „Wipe The Case Away”              | Pollard, Smith, Clervoix, Todd Cochran                                                                                     | Sha Money XL               | 3:41 |                    |       |
|    |                                   | |                            |      | Całkowita Długość: | 15:12 |

## Pozycje na listach
| Lista (2014)                           | Pozycja |
| -------------------------------------- | ------- |
| USA Billboard 200                      | 79      |
| USA Top R&B/Hip-Hop Albums (Billboard) | 7       |
| USA Top Rap Albums (Billboard)         | 5       |

## Certyfikaty
| Kraj       | Certyfikat | Ilość sprzedanych jednostek |
| ---------- | ---------- | --------------------------- |
| USA (RIAA) | Złoto      | 500,000                     |